# Jair Domínguez
Jair Domínguez Torregrosa (Barcelona, 21 de mayo de 1980) es un periodista, guionista, escritor y músico español. 
Como guionista y colaborador ha trabajado en programas de radio y televisión como 52, Buenafuente, Polònia, Crackòvia, Minoria absoluta, La segona hora y Està passant, entre otros. Ha trabajado en publicidad y cine, y fue coautor de la canción Baila el Chiki Chiki, con la que Rodolfo Chikilicuatre representó a España en el Festival de la Canción de Eurovisión 2008.
En el mundo editorial, ha sido autor de siete libros, el libro de cuentos Jesucristo era marica, de las novelas Hawaii Meteor, Segui vora el foc y Perímetro, además de los ensayos 99 coses que hem d'aniquilar si volem ser independents, 99 personatges que has de conèixer per entendre el món y Ets un merda i ho saps.
Una entrevista suya realizada por Bibiana Ballbè en el programa Bestiari il·lustrat emitida en octubre de 2012 en la televisión catalana Canal 33 causó una fuerte polémica al aparecer simulando prácticas de tiro empleando como diana las fotos de varios personajes destacados, como el rey Juan Carlos I o el periodista Salvador Sostres. Polémica que llevaría a la dimisión de la directora del programa, Mai Balaguer, y la suspensión del programa durante algunos meses. 
En junio de 2013, volvió a saltar a los titulares al publicar este mensaje en su cuenta de Twitter: «lo que necesita España para reaccionar es un devastador accidente aéreo en el que mueran de forma horrible todos los miembros de la Roja», refiriéndose a la selección de fútbol del país.
En 2017, Domínguez retomó la carrera musical con una banda de rock-pop llamada Caritat Humana, cuyo álbum debut fue lanzado el 9 de junio con el mismo nombre de la agrupación musical. Posteriormente, en el mes de octubre, el grupo publicó el sencillo Fiscalía, en respuesta a los acontecimientos ocurridos en Cataluña durante el referéndum del 1 de octubre.

## Obra publicada
- Jesucristo era marica… y otros cuentos' (2009).[7][8] Recopilación de cuentos publicado en edición bilingüe.[9]
- Hawaii Meteor (Tria Llibres, 2012).[10]
- 99 coses que hem d'aniquilar si volem ser independents (Ara Llibres, 2013)
- Segui vora el foc (Ara Llibres, 2014)[11]
- 99 personatges que has de conèixer per entendre el món (Ara Llibres, 2015)[12]
- Perímetro (Catedral, 2016)[13]
- Ets un merda i ho saps (Ara Llibres, 2017)[14]

## Polémicas
En el capítulo Palabras que matan del programa Bestiari il·lustrat, emitido en octubre de 2012 en la televisión pública catalana, Domínguez simuló unas prácticas de tiro usando unas dianas en las que se podían ver las caras del rey emérito Juan Carlos I, el expresidente del Palacio de la Música Catalana Fèlix Millet y al periodista Salvador Sostres. El ente público lamentó que alguien pudiera verse ofendido y se comprometió a revisar sus medidas de control de contenidos. Mai Balaguer (directora del programa) dimitió. Domínguez y Bibiana Ballbè (presentadora del programa) fueron citados a declarar por el juez de la Audiencia Nacional, Javier Gómez Bermúdez. En su declaración ante el juez en Figueras, Domínguez hizo énfasis en el tono irónico del programa y en que el arma era simulada. Tanto Domínguez como Ballbè quedaron absueltos del delito contra la Corona.
En el año 2013, Domínguez realizó unas declaraciones sobre la Selección española de fútbol en Twitter que suscitaron polémica:

Lo que necesita España para reaccionar es un devastador accidente aéreo en el que mueran de forma horrible todos los miembros de la Roja

Diversos medios de comunicación se hicieron eco de las declaraciones y algunos usuarios de Twitter protestaron por dichas declaraciones.
En noviembre de 2017, Domínguez escribió un artículo de opinión titulado Quiero comerme la papada de Zoido en la revista Esguard. En dicha publicación, Domínguez indicó que deseaba cortarle «con un cúter la papada en redondo» después de «estacarle la cabeza sobre una mesa de neurocirujano» al por aquel entonces ministro del Interior, Juan Ignacio Zoido. Fuentes del Ministerio comentaron escuetamente que «no ofende quien quiere sino quien puede».
En marzo de 2018, Domínguez publicó en Instagram una imagen con texto en la que se podía leer el siguiente comunicado:

Habrá muertos. Habrá muertos y será terrible, porque, en el fondo, no nos agrada la violencia. Pero nos han llevado al límite y ahora por fin hemos descubierto que la república no se construye con lazos y manifiestos, sino con sangre y fuego

Inés Arrimadas y otros usuarios de la red social Twitter criticaron esas declaraciones.
En noviembre de 2019, Domínguez usó Twitter para insultar a la portavoz del Partido Popular en el Congreso de los Diputados, Cayetana Álvarez de Toledo por haber escrito Gerona en lugar de Girona. Esta declaración provocó unas declaraciones del director de la cadena en las que indicaba que revisarían su libro de estilo.
El 10 de mayo de 2020, Domínguez, realizó unas declaraciones sobre el acento andaluz en la red social Twitter que ocasionaron que algunos usuarios de la misma red social lo calificaran de «mononeural», «supremacista», «borderline» o «racista».
Jair Domínguez ha llegado a hacer comentarios en redes sociales y apariencias televisivas que han causado desacuerdo con el público. Publicó en Twitter lo siguiente mensaje: “No puedo evitar pensar que Velázquez, genio de genios, precursor de todo e inventor del impresionismo 200 años antes de tiempo, cuando hablaba, he be like “ke paza illo ole ole ke arte mi arma”. Otro incidente que resultó en un gran revuelo empezó con su aparición en Bestiario ilustrado, programa de la televisión catalana de la directora, Mai Balaguer. El que causó polémica no fueron sus palabras, sino el que ocurría durante la entrevista: Jair Domínguez aparecía practicando tiro teniendo en las dianas las caras del rey emérito Juan Carlos I, la de Félix Millet, el expresidente del Palacio de la Música y la del periodista Salvador Sostres. Tal práctica, aunque hecho sin intención de causar revolución y más en tono irónico, resultó en Jair Domínguez y Bibiana Ballbè, entrevistadora, siente citados a declarar por haber cometido un posible delito contra la Corona. Finalmente, los dos quedaron absueltos del delito, pero la directora del programa, Mai Balaguer, dimitió y el programa se suspendió durante meses.

### Denuncia por escarnio
La Fundación de Abogados Cristianos presentó —el 11 de abril de 2023— una denuncia en los juzgados de Sant Feliu de Llobregat (Barcelona) contra los presentadores Toni Soler y Jair Domínguez y la actriz Judit Martín por un presunto delito de escarnio (penado en España con multa de ocho meses a un año) contra los sentimientos religiosos en el programa 'Està passant' que hizo un gag humorísico de la Virgen del Rocío.